# Ваттай (аэропорт)
Международный аэропорт Ваттай (лаос. ສະໜາມບິນສາກົນວັດໄຕ) — один из немногих международных аэропортов Лаоса, расположенный в 3 километрах от столицы страны, Вьентьяна. В аэропорту два терминала: небольшой старый для местных перелётов и новый, международный.
В собственности аэропорта находится центральный офис Lao Air.
24 марта 1976 года в аэропорту во время шторма произошло повреждение нескольких относящихся к Royal Air Lao Douglas C-47 Skytrain.
Аэропорт является хабом для Lao Skyway.